# Santa Maria de la Fortesa
Santa Maria de la Fortesa és una obra del municipi de Piera (Anoia) inclosa en l'Inventari del Patrimoni Arquitectònic de Catalunya.

## Descripció
Església de planta moderna construïda l'any 1961 per l'arquitecte Jordi Bonet, d'una sola planta de forma triangular que dona un aspecte prou innovador a l'exterior on es combinen diferents materials de construcció com són, pedra, estucat, teulada de pissarra i vidrieres que ocupen els dos laterals al costat del campanar. El vèrtex de la teulada perpendicular s'enfila cap al Nord provocant una forta pendent a la façana davantera que provoca una petita portada d'entrada sense cap mena de decoració exterior. Els elements emprats i el joc de formes donades a la construcció fan recordar-nos en certa manera a l'estil gaudinià.